# Trichopsidea amamioshimensis
Trichopsidea amamioshimensis är en tvåvingeart som först beskrevs av Ouchi 1939.  Trichopsidea amamioshimensis ingår i släktet Trichopsidea och familjen Nemestrinidae. Inga underarter finns listade i Catalogue of Life.